# Артек Электроника
Артек Электроника — российская инди-группа из Москвы, основанная в 2015 году.

## История
Официальной датой создания группы «Артек Электроника» принято считать 7 июня 2015 года, когда был выпущен первый альбом «Последний день в СССР».

Корреспонденту газеты The Guardian Алеку Луну создатели группы Александр Колупаев и Эрика Киселёва признались, что их привлекал идеализм советской риторики, несмотря на то, что они знают об СССР только из книг и воспоминаний своих родителей, дедушек и бабушек.
Мы просто хотели передать эмоции того времени, когда люди верили, когда люди надеялись, когда люди думали глобально.
Уже 6 сентября был выпущен второй альбом «Стать Великим Человеком», в котором была продолжена тема советского прошлого.
Спустя почти год, в августе 2016 года, был выпущен альбом «Атланты». 24 октября вышел первый клип группы на одну из ключевых вещей альбома, песню «Герои Чужого Времени». Еще через два года был выпущен клип на песню «Звёздный архитектор». Примерно в тот же период группа дала серию концертов по городам европейской России.
В последующие несколько лет группа выпускала синглы и гастролировала (преимущественно в Москве и Санкт-Петербурге). В феврале 2019 года группа «Артек Электроника» в обновлённом составе выступила на разогреве у группы «Years & Years» в Санкт-Петербурге.
В середине 2020 года коллектив выпустил первый за долгое время инструментальный альбом «Не смотри назад».
В настоящее время «Артек Электроника» продолжает работать над новыми песнями и давать выступления.

## Стиль
«Артек Электроника» считается одним из значимых коллективов жанра «sovietwave, и их часто сравнивают с таким ключевым проектом данного жанра как Маяк». Однако, на тех же первых двух альбомах «Артек Электроника» больше тяготела к дрим-попу. В дальнейшем, данный жанр будет ещё больше преобладать, и отголоски советского прошлого в композициях группы будут сведены к самому минимуму. Уже на альбоме «Атланты» вместо «советских» инструменталов превалировали песни о месте человека во Вселенной и его пути к звёздам. В дальнейшем, тема космоса окажется основной для группы.

Комментарии группы по поводу главной идее своих песен: 
Мы хотим, чтобы люди не просиживали своё время в соцсетях, а больше проводили время в стремлении к своей цели. Мы хотели бы стать для наших слушателей своеобразным глотком мотивации и, возможно, поводом дать шанс мечте детства воплотиться в ближайшем будущем.

## Участники
- Александр Колупаев — основатель, автор композиций, гитара, синтезатор
- Эльмира Тимербаева — вокал
- Эрика Киселёва — основатель, клавишные
- Александр Быховский — ударные
- Павел Сметана — бас-гитара
- Алеся Наривончик — клавишные

### Бывшие участники
- Ольга Журавлева — вокал, синтезатор, гитара (2015 — осень 2017)

## Дискография

### Полноценные альбомы
- 2015 — Последний день в СССР
- 2015 — Стать Великим Человеком
- 2016 — Атланты
- 2020 — Не смотри назад

### Синглы
- 2016 — Сейчас (feat. AIST)
- 2017 — Путь по звёздам (feat. Протон-4)
- 2017 — Новый Дивный Мир
- 2018 — Последний Человек
- 2018 — Прощай Моя Планета
- 2019 — Эти Города
- 2021 — Пиво! (feat. grust200)
- 2022 — Зимний луч солнца (feat. Past Day)
- 2022 — Утро
- 2023 — Поезд (feat. Кирилл Коперник)
- 2023 — Retro Neon Drive (feat. ONSTEAD)
- 2024 — Inspector (feat. Aloepole)
- 2024 — Digital Ascension
- 2024 — Фестиваль радиоэлектротехники (feat. Citizen of the Galaxy, Денис Гургуца) (Remix)
- 2024 — Пульсар (feat. Citizen of the Galaxy)

### Мини-альбомы
- 2015 — Наши города (feat. AloePole)
- 2015 — Звезды Над Нашими Флагами (feat. Наташа Денисова)
- 2016 — Артемида (feat. Гера Столицына)
- 2017 — Песни о Разлуках и о Мечтах
- 2018 — Дети Вселенной (feat. lublue)
- 2018 — Эти Города
- 2019 — Фаталист
- 2024 — Привет, весна! (feat. Проект Берлин)